# إيرني كامبل
إيرني كامبل (بالإنجليزية: Ernie Campbell)‏ (20 أكتوبر 1949 سيدني أستراليا - ) هو لاعب كرة قدم أسترالي يلعب كمهاجم، شارك في كأس العالم لكرة القدم 1974.

## روابط خارجية
- إيرني كامبل على موقع الاتحاد الدولي (مؤرشف)  (الإنجليزية)
- إيرني كامبل على موقع قاعدة بيانات كرة القدم.إي يو (الإنجليزية)
- إيرني كامبل على موقع ناشيونال فوتبول تيمز (الإنجليزية)
- إيرني كامبل على موقع عالم كرة القدم.نت (الإنجليزية)